# Футерівка

.

Футері́вка, футеро́вка, футер (нім. Futter — підкладка) — захисне внутрішнє облицювання (з цегли, плит, блоків), а також набивка та ін. різноманітного обладнання для захисту його від можливих механічних або фізичних (термічних) пошкоджень.
Наприклад, футеровка теплових агрегатів, печей, топок, труб, ємностей тощо. Розрізняють футеровку вогнетривку (шамотні, динасові, магнезитові, доломітові та т.і.), хімічностійку та теплоізоляційну. Також у гірничо-металургійній промисловості є потреба в захисті обладнання, що використовується при дробленні й подрібненні, перевантаженні та перевезенні різних матеріалів від ударів, тертя, налипання. Слід враховувати, що матеріали, які перевозяться і перевантажуються (руда, порода), часто мають високу твердість і є, власне, природними абразивними матеріалами. Для забезпечення захисту від усіх цих механічних впливів також використовується футеровка.
Основними способами кріплення футеровки є:
- Холодна вулканізація
- Гаряча вулканізація
- Кріплення метвиробами

На сьогодні найбільш поширеним є перший спосіб футеровки — холодна вулканізація. Даний спосіб дає змогу футерувати барабани будь-яких розмірів, при цьому допускається проведення робіт безпосередньо на встановленому конвеєрі без демонтажу.
З метою підвищення міцності та зносостійкості футеровки Механобр-чормет спільно з ПівнГЗК запропонована футеровка жолобчастої форми (типу «Навої») для млина типу ММС–90–30А. Товщина стінок коробчастої футеровки 70 — 80 мм, тому вони допускають глибоку термічну обробку, що істотно підвищує їх зносостійкість. Крім того, жолобчаста форма футеровки при монтажі утворює склепінчасту конструкцію в циліндричній частині барабана, що значно зменшує навантаження на кріпильні болти і, отже, підвищує надійність кріплення.